# الغارب بني يوس (أفلح اليمن)

تعديل مصدري - تعديل

الغارب بني يوس هي إحدى قرى عزلة بني يوس بمديرية أفلح اليمن التابعة لمحافظة حجة، بلغ تعداد سكانها 930 نسمة حسب تعداد اليمن لعام 2004.